# Gmina Nykøbing-Rørvig
Gmina Nykøbing-Rørvig (duń. Nykøbing-Rørvig Kommune) była w latach 1970–2006 (włącznie) jedną z gmin w Danii w okręgu zachodniej Zelandii (Vestsjællands Amt). 
Siedzibą władz gminy było miasto Nykøbing Sjælland. 
Gmina Nykøbing-Rørvig została utworzona 1 kwietnia 1970 na mocy reformy podziału administracyjnego Danii.  Po kolejnej reformie w 2007 r. weszła w skład gminy Odsherred.

## Dane liczbowe
- Liczba ludności: (♀ 3692 + ♂ 3918) = 7610
  - wiek 0-6: 6,6%
  - wiek 7-16: 10,1%
  - wiek 17-66: 62,7%
  - wiek 67+: 20,5%
- zagęszczenie ludności: 195,1 osób/km²
- bezrobocie: 5,3% osób w wieku 17-66 lat
- cudzoziemcy z UE, Skandynawii i USA: 105 na 10 000 osób
- cudzoziemcy z krajów Trzeciego Świata: 206 na 10 000 osób
- liczba szkół podstawowych: 2 (liczba klas: 29)